# Era Mòla de Betren
Era Mòla de Betren és un edifici de Betren al municipi de Vielha e Mijaran (Vall d'Aran) protegit com a bé cultural d'interès local.

## Descripció
La Mòla de Betren es troba emplaçada en el marge esquerre de la Garona, i com altres casos aprofita el desnivell del terreny tot coincidint l'accés per la banda de migdia amb la primera planta. En aquest casa, però, l'edifici fou ampliat amb un annex perpendicular a fi de produir energia elèctrica (20 Hp de potència) de manera que avui la planta presenta forma de T. El magatzem de la planta superior és aixoplugat per sengles cobertes a dues aigües amb teulades de pissarra ; un penau corona la façana principal. Conserva la maquinària, bé que molt deteriorada, i a l'exterior manté el canal "d'era peishèra" que movia el molí, força ample, i perpendicular a l'edifici (E-W); amb un notable marc de sortida.

## Història
La presència de tres caps de casa amb el cognom Fabri en la relació de 1313 indica que d'antuvi l'activitat industrial fou important a Betren. Més recentment,la Mòla de Betren era una de les més importants de la Val, propietat de Çò de Sancho. Una vegada que fou venut el cabal d'aigua a la productora de F.M (1947,1956), el molí de Betren restà abandonat molts anys fins que l'adquirí el Comú de Betren (1961) amb l'objectiu de posar-lo novament en funcionament.